# Oto Neubauer
Oto Neubauer (* 8. června 1931) je český politik, bývalý senátor za obvod č. 31 – Ústí nad Labem, bývalý zastupitel obce Trmice a člen ČSSD.

## Vzdělání, profese a rodina
Před zvolením do senátu pracoval jako elektrotechnik.

## Politická kariéra
V letech 1994 až 2010 zasedal v zastupitelstvu města Trmice, kde v letech 1998-2006 působil jako starosta.
Ve volbách 1996 se stal členem horní komory českého parlamentu, přestože jej v prvním kole porazil občanský demokrat Petr Cerman v poměru 29,90 % ku 27,39 % hlasů. Ve druhém kole však sociální demokrat obdržel 59,88 % hlasů a získal mandát senátora P ČR. V horní komoře se věnoval činnosti v Mandátovém a imunitním výboru a ve Výboru pro územní rozvoj, veřejnou správu a životní prostředí. Ve volbách 1998 chtěl mandát obhajovat, ovšem ČSSD si vybrala za kandidáta Jana Schmidta. Neubauer krátkou dobu uvažoval, že bude kandidovat jako nezávislý, ovšem nechtěl tříštit hlasy levicových voličů.
V letech 2000-2004 zastával post člena zastupitelstva Ústeckého kraje. Poté v následujícím funkčním období (2004-2008) vykonával funkci člena Komise pro vnější vztahy tohoto kraje.